# لیتل گرین استور (آرکانزاس)
لیتل گرین استور (به انگلیسی: Little Green Store) یک منطقهٔ مسکونی در ایالات متحده آمریکا است که در شهرستان میسیسیپی، آرکانزاس واقع شده‌است. لیتل گرین استور ۷۲٫۸۵ متر بالاتر از سطح دریا واقع شده‌است.